# Wohnhaus Unter Buechholz
Das Wohnhaus Unter Buechholz oder «Buochholz» ist ein 1348/1349 erbauter Blockbau oberhalb von Volligen, südwestlich der Treib in der Schweizer Gemeinde Seelisberg.
Es handelt sich um das zweitälteste sicher datierte Holzhaus im Kanton Uri. Es gehört zur Innerschweizer Wohnbautengruppe, d. h. zu einer sehr besonderen Reihe von Blockbauten des 13. und 14. Jahrhunderts, die besonders im Talkessel des Kantons Schwyz verbreitet sind.

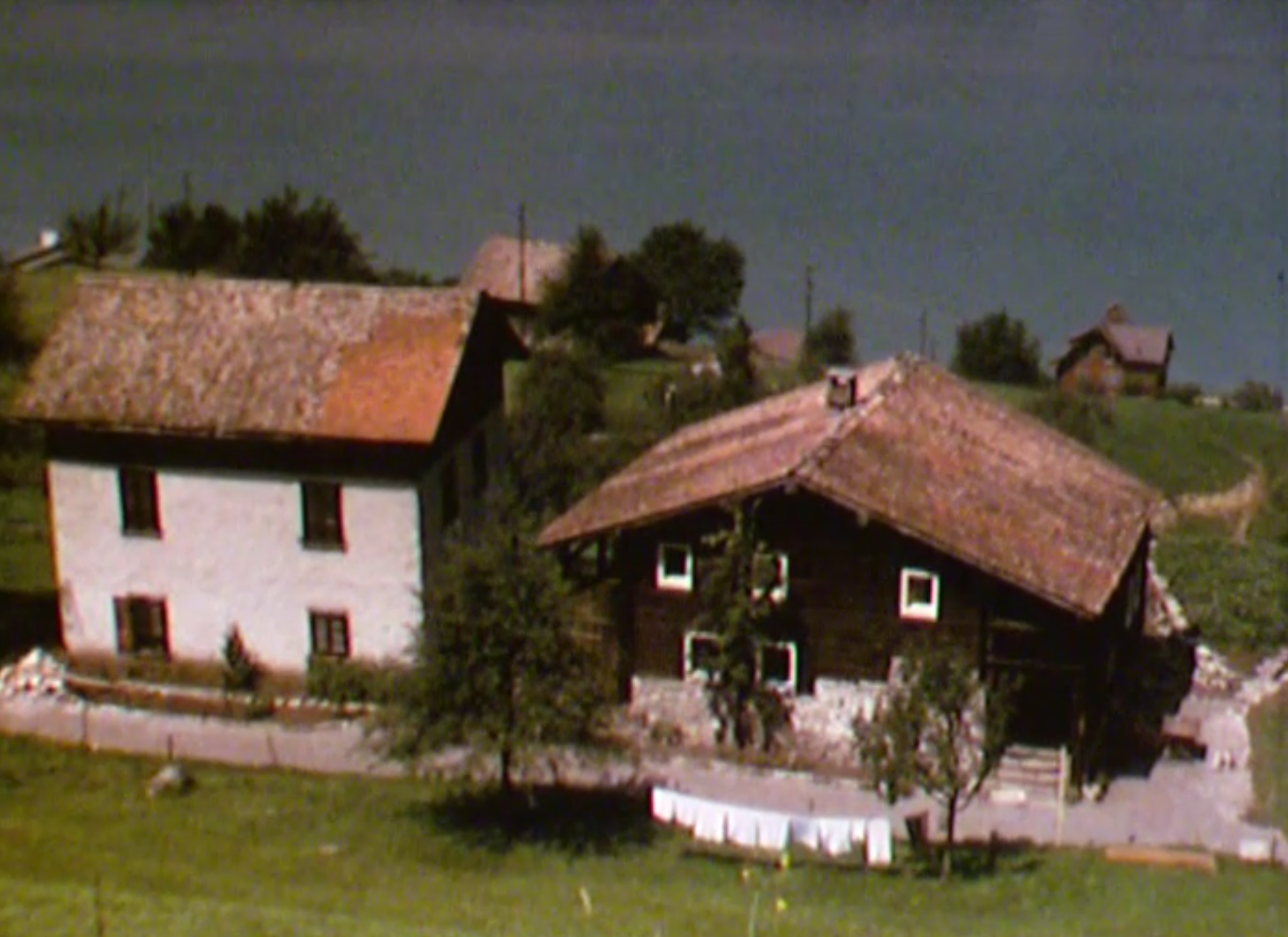
Wohnhaus und Trotte im Sommer 1974 aus Richtung Süden

Koordinaten: 46° 58′ 49,5″ N, 8° 34′ 25,5″ O; CH1903: 686361 / 203887

## Name
Der Flurname bezieht sich auf den Buchenwald, der oberhalb und östlich des Gebäudes liegt.
Der Name lässt sich mindestens bis 1708 zurückverfolgen.

## Archäologische Datierung
In den 1970er Jahren ging man davon aus, dass das Gebäude aus dem Ende des 16. Jahrhunderts stammt.
Im Rahmen der Bauernhausforschung wurde Anfang der 1980er Jahre eine erste dendrochronologische Untersuchung durchgeführt. Das WSL Birmensdorf datierte das Gebäude auf die Jahre 1340/1343.
Eine 2023 durch das Laboratoire Romand de Dendrochonologie durchgeführte dendrochronologische Untersuchtung datiert den Kernbau auf die Jahre 1348/1349. Die Balken bestehen hauptsächlich aus Picea abies, die mit dem Baumkern in ungetrocknetem Zustand verbaut wurden.

## Geschichte

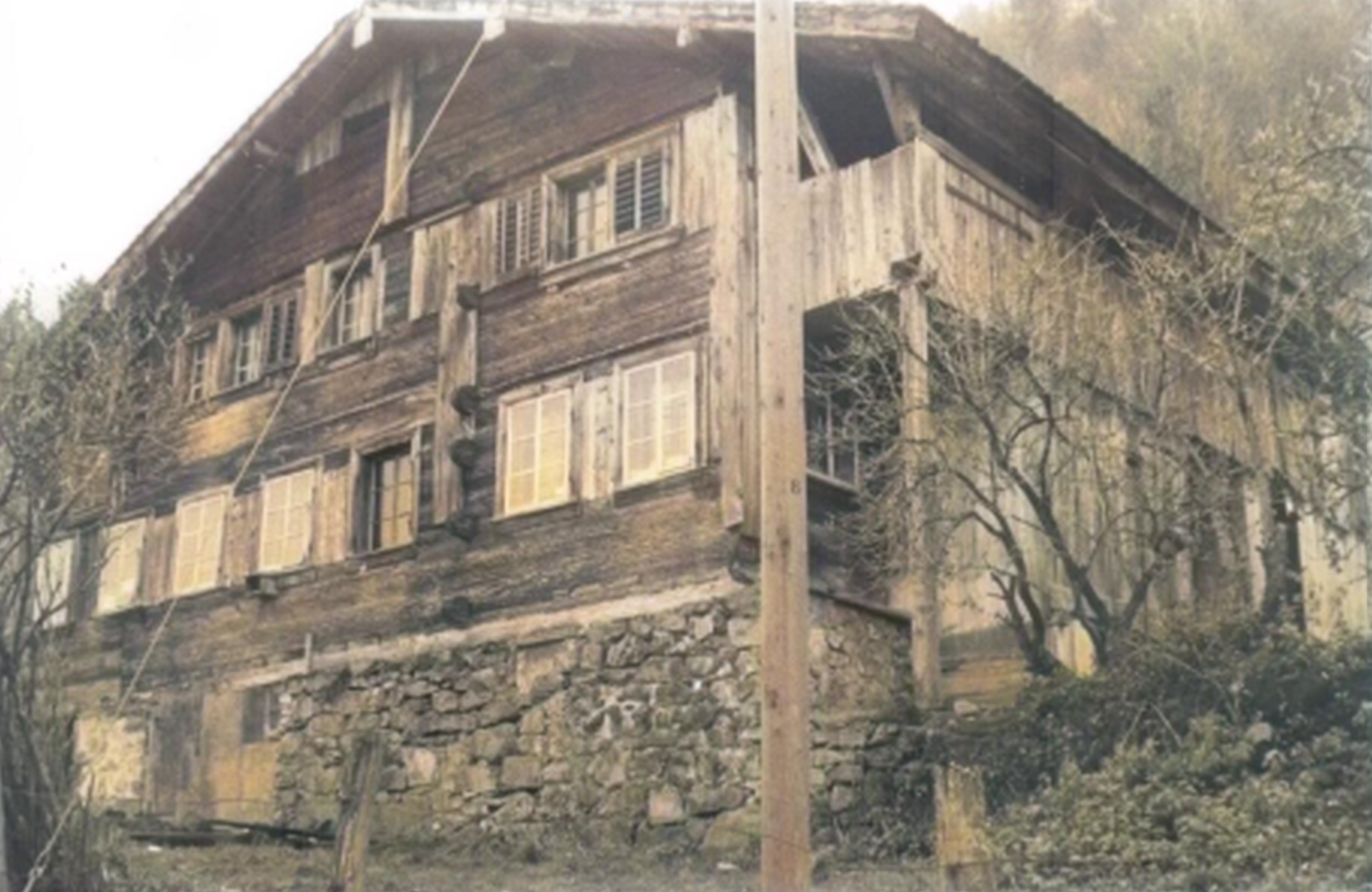
Wohnhaus Unter Buechholz 1973

In den historischen Unterlagen lässt sich eine alte Haustradition feststellen, die vor 1500 zurückreicht. Von 1630 bis 1807 war das Anwesen für fünf Generationen im Besitz der Familie Andreas Ziegler d. R.
Das Wohnhaus Buechholz inkl. Mätteli erwarb am «5. Heumonat 1817» Franz Josef Aschwanden. Nach verschiedenen Besitzerwechseln ging die Liegenschaft an die Geschwister Franz und Marie Zwyssig, bis zu deren Tod.

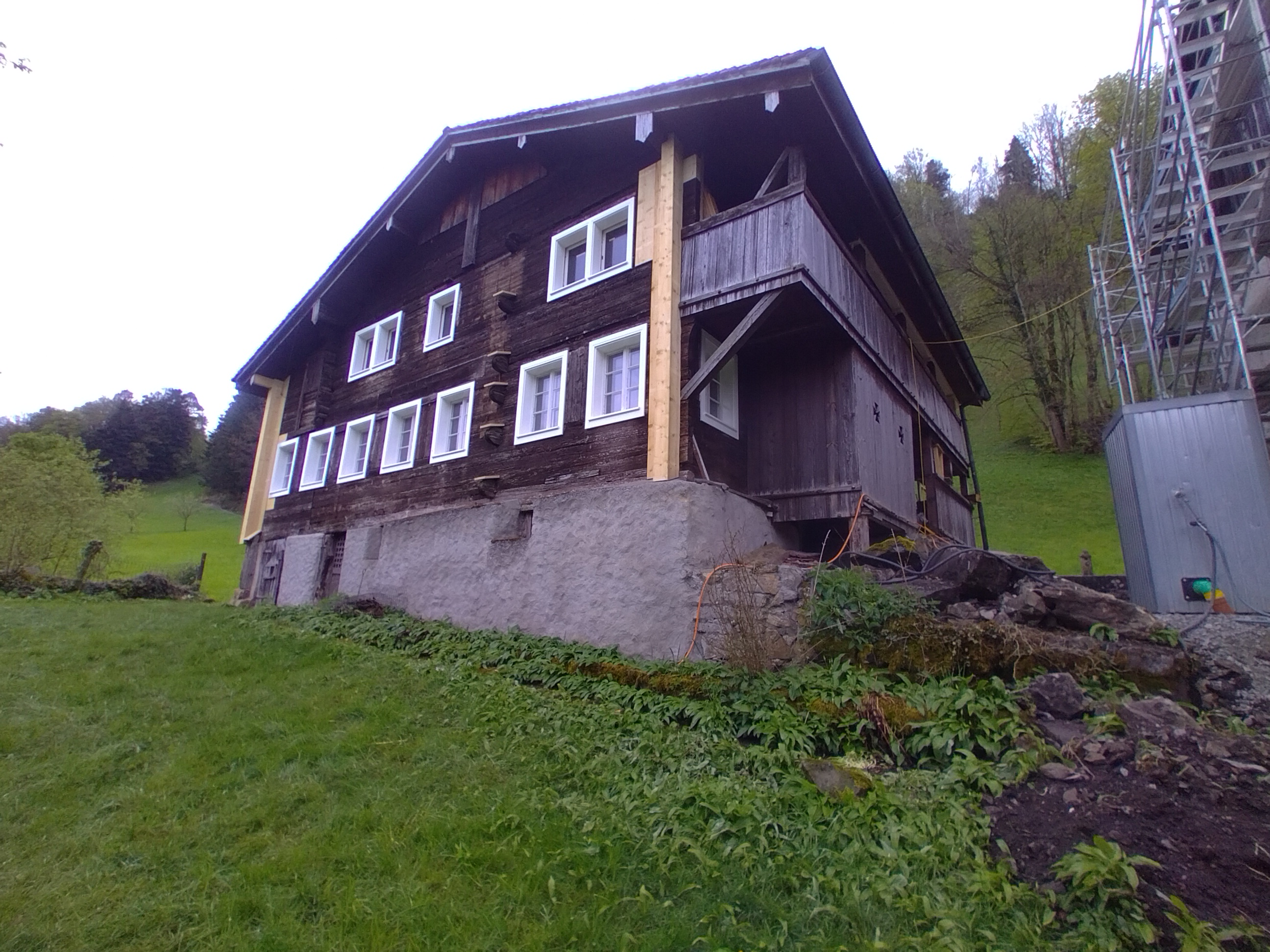
Wohnhaus Unter Buechholz 2025

Ab Juli 1973 stand die Liegenschaft im Besitz von Hansheiri Dahinden. Das Wohnhaus wurde in den 1970er Jahren renoviert und die Fenster ersetzt. Das Wohnhaus wurde hauptsächlich als Ferienhaus verwendet. In den 1990er Jahren wohnte Felix Schenker für einige Zeit im Wohnhaus. In den 2010er Jahren für kurze Zeit Georg Della Pietra.

## Bauforschung
Das Wohnhaus zeigt eine altertümliche Bauart mit durchstechenden, fassadenbündigen Bohlen. Es gibt einzelne, herausragende Balken, die wohl zur Zierde abgerundet wurden.
Das Haus zeigt einen für Blockbauten dieses Alters typischen Grundriss. Russspuren weisen auf eine ehemals offene Rauchküche hin. In der Küche und in der oberen Etage befinden sich originale, breite Türpfosten. Es sind einzene originale Lichtlöcher erhalten geblieben. Im Dachgeschoss befindet sich eine Rauchkammer aus Holz.
Zwischen Gang und Stube befindet sich ein sog. Pestfenster. Das Buffet hinter dem Pestloch stammt von Ende des 17. Jahrhunderts.
An den ursprünglichen Balken (Strick) findet man Brandmarkierungen (Flämmchen) sowie Banndübel als Schutz gegen das Toggeli.

## Nebenbauten, Umgebung
Der Gaden kann aufs Jahr 1805 datiert werden. Er wurde zuletzt 1976 zur Schafhaltung verwendet. Seither steht das Gebäude leer.

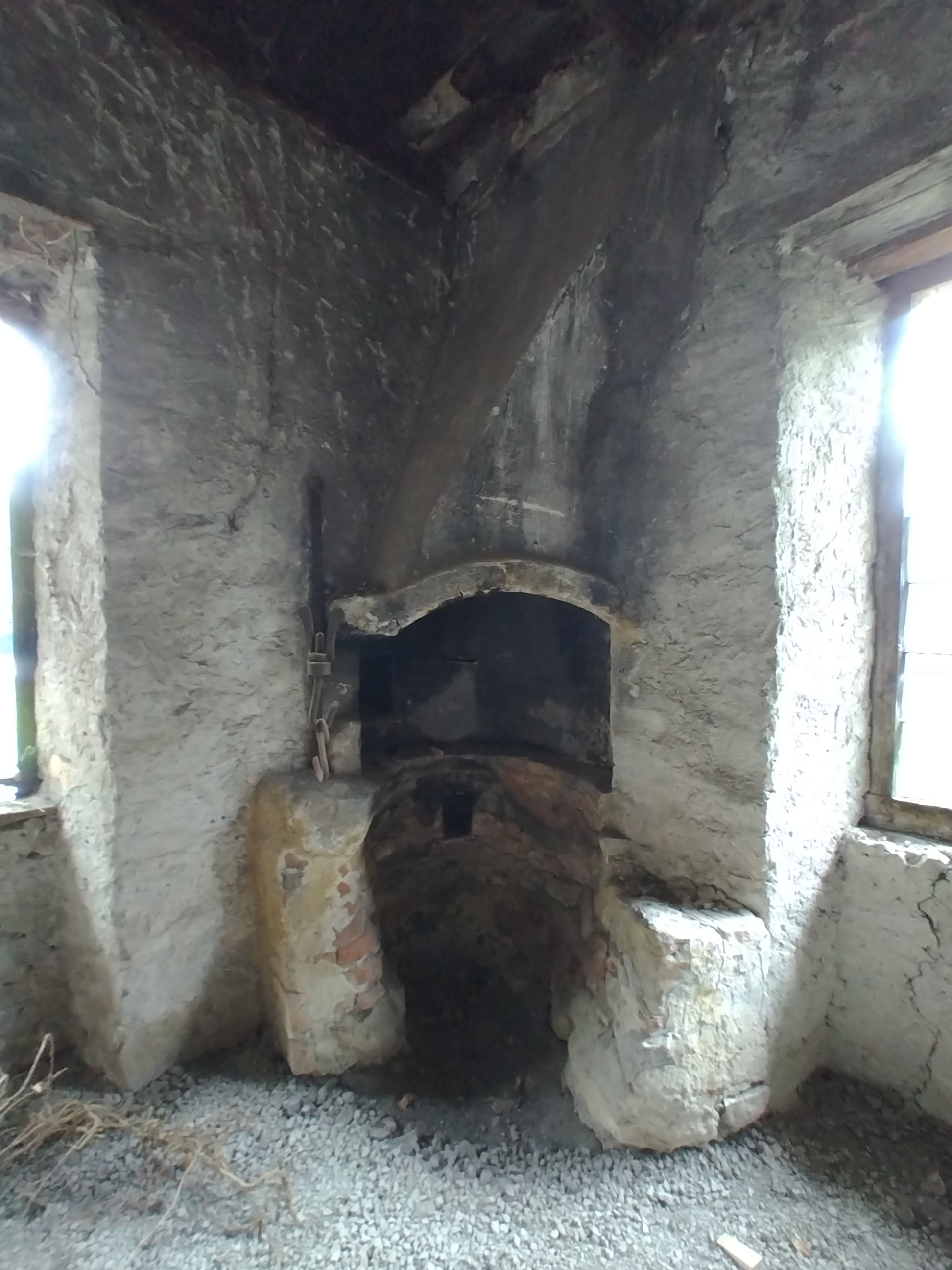
Feuerstelle in der Trotte

Das Steinhaus ist als Trotte / Mosterei geplant gewesen. Sie wurde um 1900 als Spekulationsbau erstellt. Die Eigentümer wollten eine Mosterei erstellen und den Most über die damals geplante Bahnlinie Stans-Altdorf versenden. Die Mosterei war nie in Betrieb. 2025 saniert.
Das Ensemble steht unter Denkmalschutz. Es befindet sich in der Nähe zum Haus Ziegelmätteli (1797) und den Häusern Oberes Furli (frühes 16. Jahrhundert) und Unteres Furli (1643).